# Armand Fleischman
Pour les articles homonymes, voir Fleischman.
Armand Fleischman (né Heymann Fleischman à Paris le 13 octobre 1886, où il est décédé le 13 août 1973) est le premier président du Fonds national juif (FNJ) de France

## Biographie
Sergent-major d'infanterie durant la Première Guerre mondiale, il fut décoré de la Croix de guerre au front ; il était titulaire également de la Médaille militaire.
Il devient en 1923 président du FNJ de Paris. En 1924, une conférence des commissaires du FNJ en France et du FNJ d'Alsace-Lorraine (fondé à Strasbourg en 1923 et immatriculé selon la loi locale) le désigne comme président du FNJ de France, dont l'immatriculation interviendrait l'année suivante.
En 1931, son fils Roger meurt à l'âge de 19 ans. Cette même année, Armand Fleischmann fonde en sa mémoire "l'oratoire Roger Fleischman", au 18, rue des Écouffes, dans le 4e arrondissement de Paris, au cœur du Pletzl. Il s'agit d'un lieu de prière et d'instruction religieuse, au départ indépendant, puis intégré au réseau des synagogues du Consistoire central. Il sert à l'éducation des jeunes enfants, dont la langue maternelle est le yiddish. L'oratoire passe du rite ashkénaze au rite sépharade au cours des années 1950.
Cyrille Fleischman, écrivain dont l'œuvre évoque ce quartier du Pletzl et ses habitants, est son fils.